# Pallavolo Impavida Ortona 2023-2024
Questa voce raccoglie le informazioni riguardanti la Pallavolo Impavida Ortona nelle competizioni ufficiali della stagione 2023-2024.

## Stagione
Nella stagione 2023-24 la Pallavolo Impavida Ortona assume la denominazione sponsorizzata di Sieco Service Ortona.
Partecipa per la quindicesima volta al campionato di Serie A2 classificandosi quattordicesima al termine della regular season, venendo retrocessa in Serie A3.

## Organigramma societario
Area direttiva
- Presidente: Tommaso Lanci (fino al 2 maggio 2024), Andrea Lanci (dall'11 giugno 2024)
- Vicepresidente: Rocco Tenaglia
- Direttore generale: Andrea Lanci
- Direttore sportivo: Massimo D'onofrio
- Segreteria generale: Martina Di Stefano
- Team manager: Alberto Valente
- Direttore tecnico settore giovanile: Nunzio Lanci

Area tecnica
- Allenatore: Nunzio Lanci
- Allenatore in seconda: Luca Di Pietro
- Assistente allenatore: Norman Colella
- Scout man: Vincenzo Ottalagana
- Responsabile settore giovanile: Alberto Valente

Area comunicazione
- Relazioni esterne: Massimo D'onofrio
- Ufficio stampa: Giovanni Ciavarelli

Area marketing
- Responsabile marketing: Mauro Vanni

Area sanitaria
- Medico Sociale: Giovanni De Pamphilis, Sergio Toscani
- Preparatore atletico: Paolo Cieri, Marco Maselli
- Fisioterapista: Fabio Piantini

## Rosa
| N° | Nome                  | Ruolo | Data di nascita   | Nazionalità sportiva |
| -- | --------------------- | ----- | ----------------- | -------------------- |
| 1  | Tommaso Fabi          | C     | 6 dicembre 1996   | Italia               |
| 3  | Vittorio Broccatelli  | L     | 8 gennaio 2005    | Italia               |
| 4  | Matteo Bertoli        | S     | 28 luglio 1988    | Italia               |
| 5  | Alberto Benedicenti   | L     | 6 febbraio 2001   | Italia               |
| 6  | Francesco Del Vecchio | S     | 21 aprile 1987    | Italia               |
| 7  | Leonel Marshall       | S     | 25 settembre 1979 | Italia               |
| 8  | Stefano Patriarca     | C     | 23 luglio 1987    | Italia               |
| 10 | Diego Cantagalli      | O     | 13 febbraio 1999  | Italia               |
| 11 | Claudio Falcone       | S     | 3 aprile 2005     | Italia               |
| 12 | Gabriele Tognoni      | C     | 25 maggio 2000    | Italia               |
| 13 | Pietro Donatelli      | S     | 13 marzo 2006     | Italia               |
| 14 | Trifon Lapkov         | O     | 1º febbraio 1996  | Bulgaria             |
| 15 | Leonardo Ferrato      | P     | 25 dicembre 2001  | Italia               |
| 16 | Matteo Di Giulio      | S     | 12 dicembre 2006  | Italia               |
| 17 | Dobromir Dimitrov     | P     | 7 luglio 1991     | Bulgaria             |
| 18 | Edoardo Lanci         | P     | 3 dicembre 2005   | Italia               |

## Mercato
| Acquisti                               | Acquisti              | Acquisti           | Acquisti   |
| R.                                     | Nome                  | da                 | Modalità   |
| -------------------------------------- | --------------------- | ------------------ | ---------- |
| L                                      | Vittorio Broccatelli  | Sir Safety Perugia | definitivo |
| O                                      | Diego Cantagalli      | Tricolore          | definitivo |
| S                                      | Francesco Del Vecchio | Molfetta           | definitivo |
| C                                      | Stefano Patriarca     | Virtus Fano        | definitivo |
| C                                      | Gabriele Tognoni      | Sabaudia           | definitivo |
| Trasferimenti nel corso della stagione |                       |                    |            |
| P                                      | Dobromir Dimitrov     | Pag Taviano        | definitivo |
| O                                      | Trifon Lapkov         | Beroe              | definitivo |

| Cessioni                               | Cessioni             | Cessioni             | Cessioni   |
| R.                                     | Nome                 | a                    | Modalità   |
| -------------------------------------- | -------------------- | -------------------- | ---------- |
| C                                      | Alessandro Arienti   | Motta                | definitivo |
| O                                      | Andrea Bulfon        | Motta                | definitivo |
| S                                      | Edgardo Ceccoli      | -                    | rilasciato |
| S                                      | Bruno Cunha          | Río Duero Soria      | definitivo |
| S                                      | Matheus Dall'Agnol   | ?                    | ?          |
| O                                      | Alessandro Di Tullio | Canottieri Ongina    | definitivo |
| C                                      | Giuseppe Iorno       | Team Club            | definitivo |
| P                                      | Marco Palmigiani     | Beach Club Offanengo | definitivo |
| S                                      | Alessio Pollicino    | Valtrompia           | definitivo |
| L                                      | Giammarco Vindice    | Foligno              | definitivo |
| Trasferimenti nel corso della stagione |                      |                      |            |
| P                                      | Leonardo Ferrato     | ?                    | definitivo |

## Risultati

### Serie A2

#### Girone di andata
| 1ª Giornata - 15 ottobre 2023 Palasport Comunale, Ortona         | Impavida Ortona   | 0 - 3 | Emma Villas       | 19-25, 21-25, 22-25               |
| 2ª Giornata - 22 ottobre 2023 Palazzetto dello Sport, Porto Viro | Porto Viro        | 3 - 2 | Impavida Ortona   | 25-18, 21-25, 28-30, 25-23, 15-12 |
| 3ª Giornata - 29 ottobre 2023 Palasport Comunale, Ortona         | Impavida Ortona   | 1 - 3 | M&G               | 21-25, 23-25, 25-22, 24-26        |
| 4ª Giornata - 1º novembre 2023 PalaJacazzi, Aversa               | Virtus Aversa     | 3 - 2 | Impavida Ortona   | 25-22, 15-25, 25-15, 25-27, 15-11 |
| 5ª Giornata - 5 novembre 2023 Palasport Comunale, Ortona         | Impavida Ortona   | 1 - 3 | Lupi Santa Croce  | 19-25, 15-25, 25-23, 26-28        |
| 6ª Giornata - 12 novembre 2023 Palasport Comunale, Ortona        | Impavida Ortona   | 1 - 3 | Porto Robur Costa | 18-25, 25-23, 23-25, 14-25        |
| 7ª Giornata - 18 novembre 2023 PalaCrisafulli, Pordenone         | Prata             | 3 - 0 | Impavida Ortona   | 25-14, 25-21, 25-23               |
| 8ª Giornata - 26 novembre 2023 PalaSanFilippo, Brescia           | Atlantide Brescia | 3 - 0 | Impavida Ortona   | 25-14, 27-25, 25-14               |
| 9ª Giornata - 3 dicembre 2023 Palasport Comunale, Ortona         | Impavida Ortona   | 2 - 3 | Libertas Brianza  | 25-12, 23-25, 18-25, 25-15, 13-15 |
| 10ª Giornata - 7 dicembre 2023 Pala Santa Maria, Pineto          | Pineto            | 2 - 3 | Impavida Ortona   | 31-29, 27-29, 25-18, 22-25, 13-15 |
| 11ª Giornata - 10 dicembre 2023 Palasport Comunale, Ortona       | Impavida Ortona   | 1 - 3 | Cuneo             | 25-21, 19-25, 23-25, 15-25        |
| 12ª Giornata - 17 dicembre 2023 PalaBigi, Reggio nell'Emilia     | Tricolore         | 0 - 3 | Impavida Ortona   | 17-25, 20-25, 18-25               |
| 13ª Giornata - 26 dicembre 2023 Palasport Comunale, Ortona       | Impavida Ortona   | 2 - 3 | New Mater         | 22-25, 25-21, 25-22, 17-25, 11-15 |

#### Girone di ritorno
| 14ª Giornata - 30 dicembre 2023 PalaMensSana, Siena                   | Emma Villas       | 3 - 0 | Impavida Ortona   | 25-19, 25-16, 36-34               |
| 15ª Giornata - 7 gennaio 2024 Palasport Comunale, Ortona              | Impavida Ortona   | 0 - 3 | Porto Viro        | 15-25, 20-25, 21-25               |
| 16ª Giornata - 14 gennaio 2024 Palasport Grottazzolina, Grottazzolina | M&G               | 3 - 1 | Impavida Ortona   | 25-23, 25-19, 22-25, 25-23        |
| 17ª Giornata - 21 gennaio 2024 Palasport Comunale, Ortona             | Impavida Ortona   | 3 - 1 | Virtus Aversa     | 20-25, 25-19, 25-22, 25-18        |
| 18ª Giornata - 28 gennaio 2024 PalaParenti, Santa Croce sull'Arno     | Lupi Santa Croce  | 3 - 2 | Impavida Ortona   | 20-25, 24-26, 25-17, 25-22, 15-11 |
| 19ª Giornata - 4 febbraio 2024 PalaDeAndré, Ravenna                   | Porto Robur Costa | 3 - 0 | Impavida Ortona   | 25-17, 25-21, 25-18               |
| 20ª Giornata - 10 febbraio 2024 Palasport Comunale, Ortona            | Impavida Ortona   | 3 - 1 | Prata             | 27-25, 25-17, 16-25, 25-22        |
| 21ª Giornata - 18 febbraio 2024 Palasport Comunale, Ortona            | Impavida Ortona   | 0 - 3 | Atlantide Brescia | 16-25, 21-25, 18-25               |
| 22ª Giornata - 25 febbraio 2024 PalaFrancescucci, Casnate con Bernate | Libertas Brianza  | 3 - 2 | Impavida Ortona   | 22-25, 23-25, 25-13, 25-23, 15-12 |
| 23ª Giornata - 3 marzo 2024 Palasport Comunale, Ortona                | Impavida Ortona   | 0 - 3 | Pineto            | 15-25, 23-25, 21-25               |
| 24ª Giornata - 10 marzo 2024 PalaCastagnaretta, Cuneo                 | Cuneo             | 3 - 0 | Impavida Ortona   | 25-22, 25-18, 25-17               |
| 25ª Giornata - 17 marzo 2024 Palasport Comunale, Ortona               | Impavida Ortona   | 1 - 3 | Tricolore         | 25-14, 23-25, 23-25, 20-25        |
| 26ª Giornata - 24 marzo 2024 PalaGrotte, Castellana Grotte            | New Mater         | 3 - 0 | Impavida Ortona   | 25-21, 25-19, 25-14               |

## Statistiche

### Statistiche di squadra
| Competizione | Punti | In casa | In casa | In casa | In trasferta | In trasferta | In trasferta | Totale | Totale | Totale |
| Competizione | Punti | G       | V       | P       | G            | V            | P            | G      | V      | P      |
| ------------ | ----- | ------- | ------- | ------- | ------------ | ------------ | ------------ | ------ | ------ | ------ |
| Serie A2     | 17    | 13      | 2       | 11      | 13           | 2            | 11           | 26     | 4      | 22     |
| Totale       | -     | 13      | 2       | 11      | 13           | 2            | 11           | 26     | 4      | 22     |

G = partite giocate; V = partite vinte; P = partite perse 

### Statistiche dei giocatori
| Giocatore      | Serie A2 | Serie A2 | Serie A2 | Serie A2 | Serie A2 | Totale | Totale | Totale | Totale | Totale |
| Giocatore      | P        | PT       | AV       | MV       | BV       | P      | PT     | AV     | MV     | BV     |
| -------------- | -------- | -------- | -------- | -------- | -------- | ------ | ------ | ------ | ------ | ------ |
| A. Benedicenti | 26       | 0        | 0        | 0        | 0        | 26     | 0      | 0      | 0      | 0      |
| M. Bertoli     | 26       | 329      | 278      | 25       | 26       | 26     | 329    | 278    | 25     | 26     |
| V. Broccatelli | 10       | 0        | 0        | 0        | 0        | 10     | 0      | 0      | 0      | 0      |
| D. Cantagalli  | 21       | 270      | 236      | 22       | 12       | 21     | 270    | 236    | 22     | 12     |
| F. Del Vecchio | 22       | 50       | 46       | 3        | 1        | 22     | 50     | 46     | 3      | 1      |
| M. Di Giulio   | 6        | 3        | 1        | 0        | 2        | 6      | 3      | 1      | 0      | 2      |
| D. Dimitrov    | 17       | 52       | 21       | 8        | 23       | 17     | 52     | 21     | 8      | 23     |
| P. Donatelli   | 3        | 2        | 2        | 0        | 0        | 3      | 2      | 2      | 0      | 0      |
| T. Fabi        | 25       | 154      | 103      | 42       | 9        | 25     | 154    | 103    | 42     | 9      |
| C. Falcone     | 5        | 5        | 4        | 1        | 0        | 5      | 5      | 4      | 1      | 0      |
| L. Ferrato     | 12       | 73       | 53       | 18       | 2        | 12     | 73     | 53     | 18     | 2      |
| E. Lanci       | 3        | 1        | 0        | 0        | 1        | 3      | 1      | 0      | 0      | 1      |
| T. Lapkov      | 10       | 85       | 76       | 6        | 3        | 10     | 85     | 76     | 6      | 3      |
| L. Marshall    | 23       | 311      | 260      | 49       | 2        | 23     | 311    | 260    | 49     | 2      |
| S. Patriarca   | 20       | 119      | 85       | 30       | 4        | 20     | 119    | 85     | 30     | 4      |
| G. Tognoni     | 14       | 49       | 30       | 15       | 4        | 14     | 49     | 30     | 15     | 4      |

P = presenze; PT = punti totali; AV = attacchi vincenti; MV = muri vincenti; BV = battute vincenti